# ستيفن آر مكوين
ستيفن ار مكوين (بالإنجليزية: Steven R. McQueen)‏ ممثل أمريكي مواليد تموز يوليو سنة 1988، لوس أنجلوس، كاليفورنيا وهو ابن تشاد ماكوين، كان أول ظهور له سنة 2005 على شاشة التلفزيون في حلقة عن دراما الخيال العلمي على قناة سي بي إس.

## روابط خارجية
- ستيفن آر مكوين على موقع IMDb (الإنجليزية)
- ستيفن آر مكوين على موقع روتن توميتوز (الإنجليزية)
- ستيفن آر مكوين على موقع ألو سيني (الفرنسية)
- ستيفن آر مكوين على موقع أول موفي (الإنجليزية)
- ستيفن آر مكوين على موقع قاعدة بيانات الأفلام السويدية (السويدية)
- ستيفن آر مكوين على موقع قاعدة بيانات الفيلم (الإنجليزية)
- ستيفن آر مكوين على موقع كينوبويسك (الروسية)